# Corpa (La Paz)
Corpa ist eine Ortschaft im Departamento La Paz im südamerikanischen Anden-Staat Bolivien.

## Lage
Corpa ist zentraler Ort des Kanton Villa Asunción de Machaca und bevölkerungsreichster Ort im Municipio Jesús de Machaca in der Provinz Ingavi. Corpa liegt auf einer Höhe von 3873 m fünfzehn Kilometer südlich des Titicacasees am westlichen Rand der Flussebene des Río Desaguadero, auf halbem Wege zwischen der Ortschaft Jesús de Machaca und Desaguadero. Nordöstlich von Jesús verläuft ein langgezogener Höhenrücken, der sich bis auf eine Höhe von 4826 m erhebt.

## Geographie
Corpa liegt zwischen den Gebirgsketten der Cordillera Oriental im Westen und der Cordillera Central im Osten in dem andinen Trockenklima des Altiplano mit einem mittleren Jahresniederschlag von etwa 600 mm (siehe Klimadiagramm Comanche). Die Region weist ein ausgeprägtes Tageszeitenklima auf, bei dem die mittleren Temperaturschwankungen im Tagesverlauf deutlicher ausfallen als im Ablauf der Jahreszeiten.
Die mittlere Jahrestemperatur der Region beträgt 7 °C, die Monatswerte schwanken nur unwesentlich zwischen 4 °C im Juli und 8,5 °C im Dezember (siehe Klimadiagramm Comanche). Der durchschnittliche Jahresniederschlag beträgt etwa 560 mm, die Monatsniederschläge liegen zwischen unter 10 mm in den Monaten Mai bis August und knapp über 100 mm im Januar und Februar.

## Verkehrsnetz
Corpa liegt in einer Entfernung von 124 Straßenkilometern südwestlich von La Paz, der Hauptstadt des Departamentos.
Von La Paz führt die asphaltierte Nationalstraße Ruta 2 in westlicher Richtung nach El Alto, von dort die Ruta 19 weitere 23 Kilometer nach Südwesten bis Viacha. Hier zweigt die unbefestigte Ruta 43 in südwestlicher Richtung ab, von der nach 43 Kilometern eine Landstraße in westlicher Richtung abzweigt und nach weiteren 34 Kilometern über Jesús de Machaca die Ortschaft Corpa erreicht. Von dort aus führt die Straße weiter nach Desaguadero am Südufer des Titicacasees.

## Bevölkerung
Die Einwohnerzahl der Ortschaft ist in den vergangenen beiden Jahrzehnten auf das Dreifache angewachsen:
| Jahr | Einwohner | Quelle       |
| ---- | --------- | ------------ |
| 1992 | 264       | Volkszählung |
| 2001 | 418       | Volkszählung |
| 2012 | 783       | Volkszählung |
| 2024 |           | Volkszählung |

Die Region weist einen hohen Anteil an Aymara-Bevölkerung auf, im Municipio Jesús de Machaca sprechen 97,2 Prozent der Bevölkerung Aymara.